# Водовзводная башня
Водовзво́дная башня (Сви́блова, ранее — Сви́рлова) — юго-западная угловая башня Московского Кремля. Расположена на углу Кремлёвской набережной и Александровского сада у берега Москвы-реки. Возведена в 1488 году по проекту итальянского архитектора Антонио Джиларди (Антон Фрязин).
Изначальное название Свиблова произошло от фамилии боярского рода XIV века Свибло, чей двор примыкал к башне со стороны Кремля. Современное название Водовзводная получила в 1633 году после установки подъёмной машины Христофора Галовея, которая подавала воду из Москвы-реки в Кремль (а название Свиблова со временем стало использоваться для Беклемишевской башни, но сейчас не актуально). Это был первый в Москве напорный водопровод, с помощью которого по системе свинцовых труб вода из башни разводилась по внутренним дворцам и садам.
В 1805 году башню из-за крайней ветхости разобрали и по архивным чертежам перестроили в 1807 году на старом фундаменте. В 1812-м она была взорвана солдатами Наполеона при отступлении из Москвы. Семь лет спустя под руководством Осипа Бове здание восстановили, однако во внешний облик были внесены некоторые изменения.
С 1937 года вершину башни украшает рубиновая звезда с размахом лучей в три метра.

## История

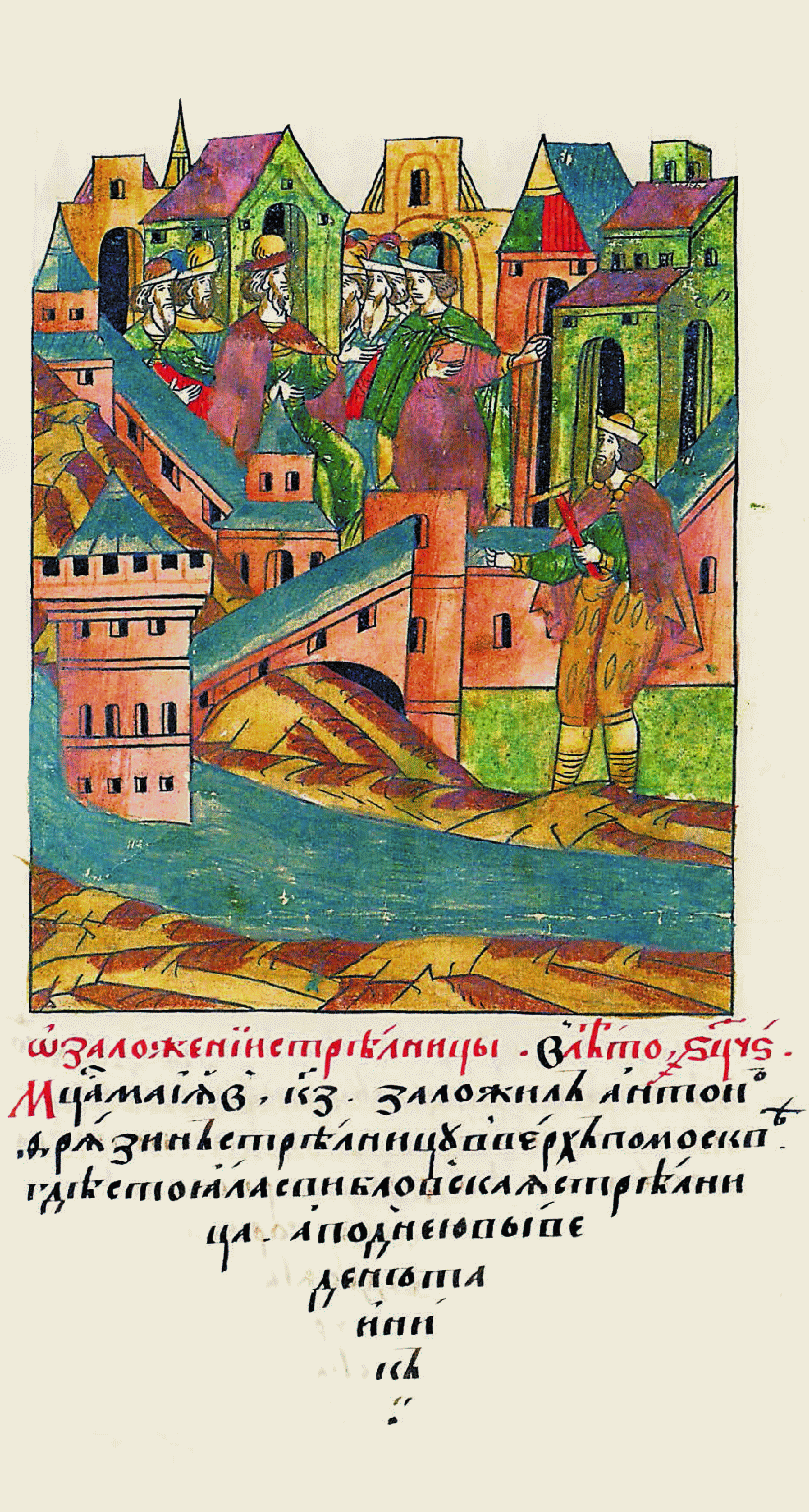
Летопись XVI века: «В 6996 году месяца мая в 27 день заложил Антон Фрязин стрельницу вверх по Москве где стояла Свибловская стрельница, а под нею был устроен тайник»

### Основание
В конце XV века Русь окончательно избавилась от татаро-монгольского ига и вышла на международную политическую арену в новом статусе влиятельной и независимой державы. Москве как центру развивающегося государства требовался новый, более надёжный и современный оборонный комплекс. С 1471 года русские послы начали совершать поездки в Италию, чтобы оттуда приглашать мастеров на работу в столицу. Целая плеяда итальянских зодчих на протяжении десятилетий участвовала в изменении облика города. Большинство из них получили прозвище Фрязин: по одной версии, от древнерусского слова «фрязь» — иностранец, по другой — от их общей присказки fre — модифицированного итальянского freddo, то есть «холодно».
С 1485 года началась коренная перестройка Кремлёвских стен: белокаменную кладку разбирали и заменяли кирпичной. Юго-западную часть перестраивали под руководством Петра Фрязина(Пьетро Антонио Солари). В её угловом участке у места впадения Неглинки в Москву-реку ещё с 1462-го существовала Свиблова стрельница, на месте которой итальянский зодчий Антон Фрязин в 1488 году построил новую Свиблову башню. Она стала второй по хронологии после Тайницкой, а вместе с Беклемишевской (Москворецкой) (построенной Марком Фрязином) они завершили фортификационный «треугольник» и превратили Кремль в неприступную крепость. Эти три башни отличались особой прочностью, их стены достигали трёх метров в толщину, а в подвале у каждой был выкопан тайный колодец на случай осады.
Внешний облик Свибловой башни конца XV века значительно отличался от современного. Представить его можно на примере укреплений Кастелло Сфорцеско в Милане: приземистая цилиндрическая башня с широкими стенами и минимальным декором расширялась у основания и завершалась плоской крышей большого диаметра. Над цоколем располагались круглые бойницы, выше шла своеобразная кирпичная кладка с чередованием выступающих и заглублённых рядов. Верхнюю часть обрамлял аркатурный пояс из белого камня, завершали композицию машикули и зубцы в форме ласточкиных хвостов. Помимо формы, башня отличалась и цветом: до конца XIX века кирпичные постройки Кремля периодически окрашивали побелкой.

### Водовзвод Галовея

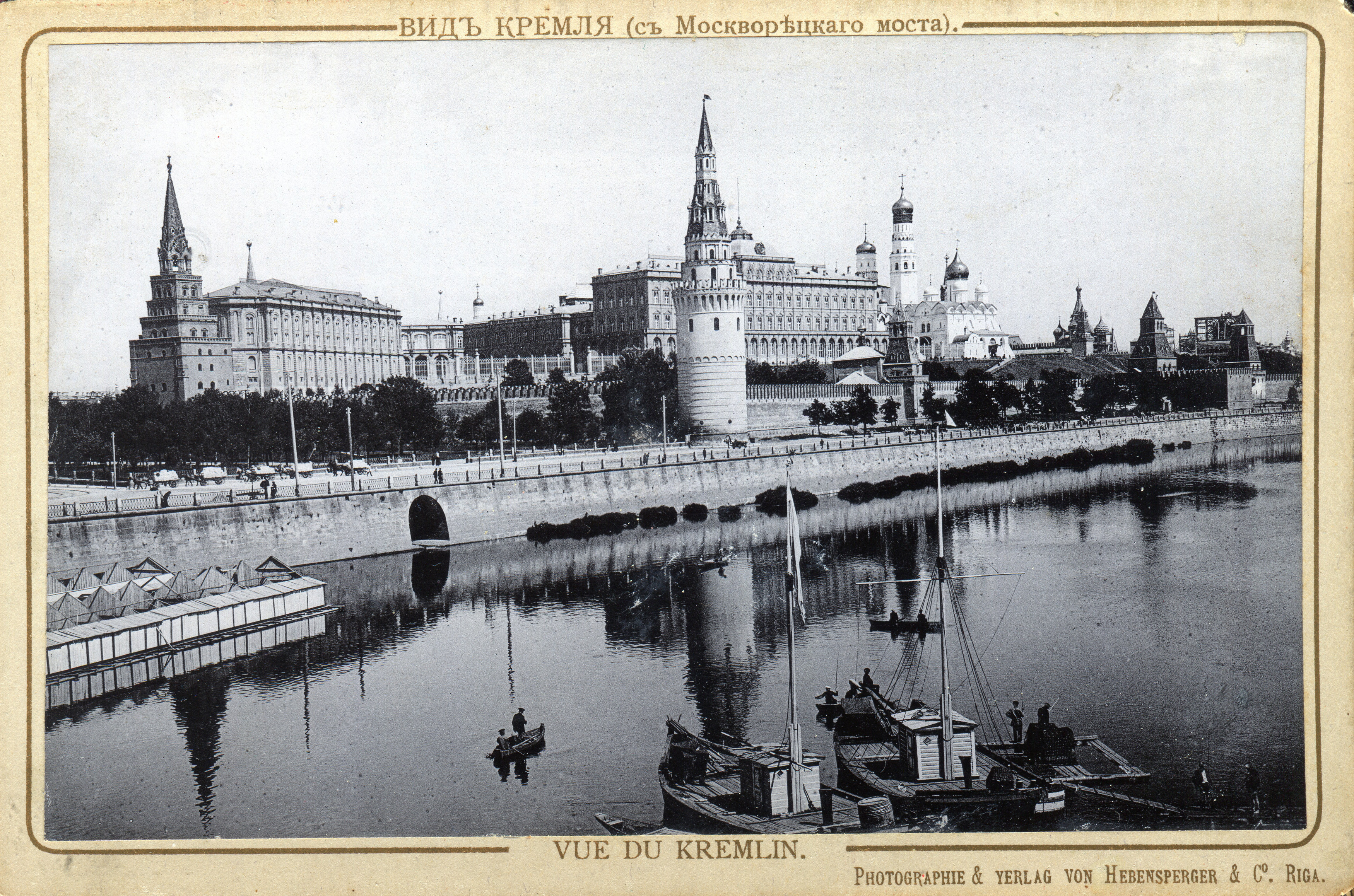
Юго-западная часть Кремля с Водовзводной башней. 1897 г.

В XIII—XV веках Кремль не испытывал недостатка воды — для питья её брали из колодцев, а для хозяйственных нужд было достаточно Москвы-реки и Неглинки. Например, в стене недалеко от Свибловой башни находились Портомойные ворота, через которые прачки носили полоскать бельё к плоту на Москве-реке. Однако уже к началу XVII века Кремль превратился в крупный экономический центр: вокруг царского дворца располагались многочисленные мануфактуры. Среди них были пивоварня, браговарня, медоварня, бочарня и воскобойня, несколько поварен и Хлебенный дворец. Рядом находились прачечная и бани, конюшня на 150 лошадей, поварни и сады. Только под началом Оружейного приказа и Ствольного приказа трудились более трёхсот наёмных рабочих. Для полноценной работы всех этих производств требовалась вода, но доставлять её было дорого и сложно. Поднимать тяжёлые бочки по крутому и обрывистому мысу у Свибловой башни было невозможно. Чтобы подвезти воду на телегах, приходилось проделывать долгий путь по единственной пологой, но очень извилистой дороге от Неглинки к Боровицким воротам. Стоимость доставки на крутой Кремлёвский холм составляла три алтына.
В 1621 году в Москву был приглашён и принят на царскую службу «мастер часового и водовзводного дела» Христофор Галовей. Ему поручили разработать и провести в Кремль воду из Москвы-реки. Галовей взял за основу лондонскую систему подъёма воды из Темзы, но улучшил её и сделал более надёжной. В 1633 году в Свибловой башне был установлен «водовзвод»: вода из колодца в нижнем этаже поднималась наверх в обитый свинцом бассейн. Оттуда по свинцовым трубам она проходила в напорный резервуар («Водовзводную палатку») у Старого Денежного двора и Верхнего Набережного сада. Далее по системе свинцовых труб вода разводилась по дворцам, палатам и мануфактурам. На поддержание этого водопровода в год уходило двести рублей, а сама водоподъёмная машина стоила несколько бочек золота. Тем не менее, после установки новой системы стоимость доставки ведра воды сократилась в несколько раз.
[Христофор Галовей] провел воду посредством колеса, устроив колеса и приспособления для того, чтобы поднимать воду ночью и днем без всякого труда и снабжать ею царский двор для всяких потребностей. Он выкопал 4-5 колодцев, выстроил над ними купола, трубы и желоба и сделал снаружи железное колесо: если понадобится вода, повертывают колесо одной рукой, и вода течет в изобилии, когда это нужно.
Многочисленные современные и архивные источники утверждают, что механизм подъёма воды находился в самой башне. Вероятнее, что внутри располагалась только часть механизма, в первую очередь из-за ограниченного пространства. С XIV века в Европе получило распространение конское рушальное колесо, однако у него был существенный недостаток: рабочие животные находились прямо над колодцем и вода легко могла загрязниться. К XVII веку самым современным был манежный привод, которому требовалось свободное пространство диаметром минимум в семь метров. Подтверждения тому, что в Свибловой башне была установлена часть именно этого механизма, находятся в архивных изображениях Кремля. Например, на плане Москвы работы немецкого путешественника XVII века Олеария отмечено крупное здание нежилого типа с отметкой «водопровод», а на гравюре голландца Петра Пикара вплотную к Водовзводной башне примыкает целый ряд построек. Предположительно, это были манеж и конюшни, а также жильё обслуживающего персонала.
Системе труб и водонапора требовался постоянный контроль. Историк Пётр Бартенев в своём исследовании «Башни и стены Кремля» приводит упоминания о втором мастере, который поддерживал в рабочем состоянии водопровод Галовея:
В 1650 году из Стекольни (Стокгольма) с окольничьим Борисом Ивановичем Пушкиным прибыл в Москву уроженец “Французские земли из города Париса” Пасказюс Потивин (potevin), который “весьма горазд к водовзводному делу, умеет сад и виноград устроить и развести и на меди на досках резать всякие травы и лица и звери и проч.
После очередного пожара в Кремле в 1737 году водоснабжение через башенный механизм, вероятно, не было восстановлено.

### Шатровая крыша
На основе сохранившихся рисунков и гравюр историки утверждают, что до 1672 года только Гербовая и Спасская башни имели высокие шатровые навершия. В 1680-м начался очередной ремонт Кремля, в ходе которого
одновременно с починкой порух и ветхостей была произведена надстройка на башнях существующих ныне каменных верхов, заменивших прежние деревянные низкие шатры, дотоле их покрывавшие.
К 1686 году надстроены были все башни, в том числе и Водовзводная.

### XVIII—XIX века

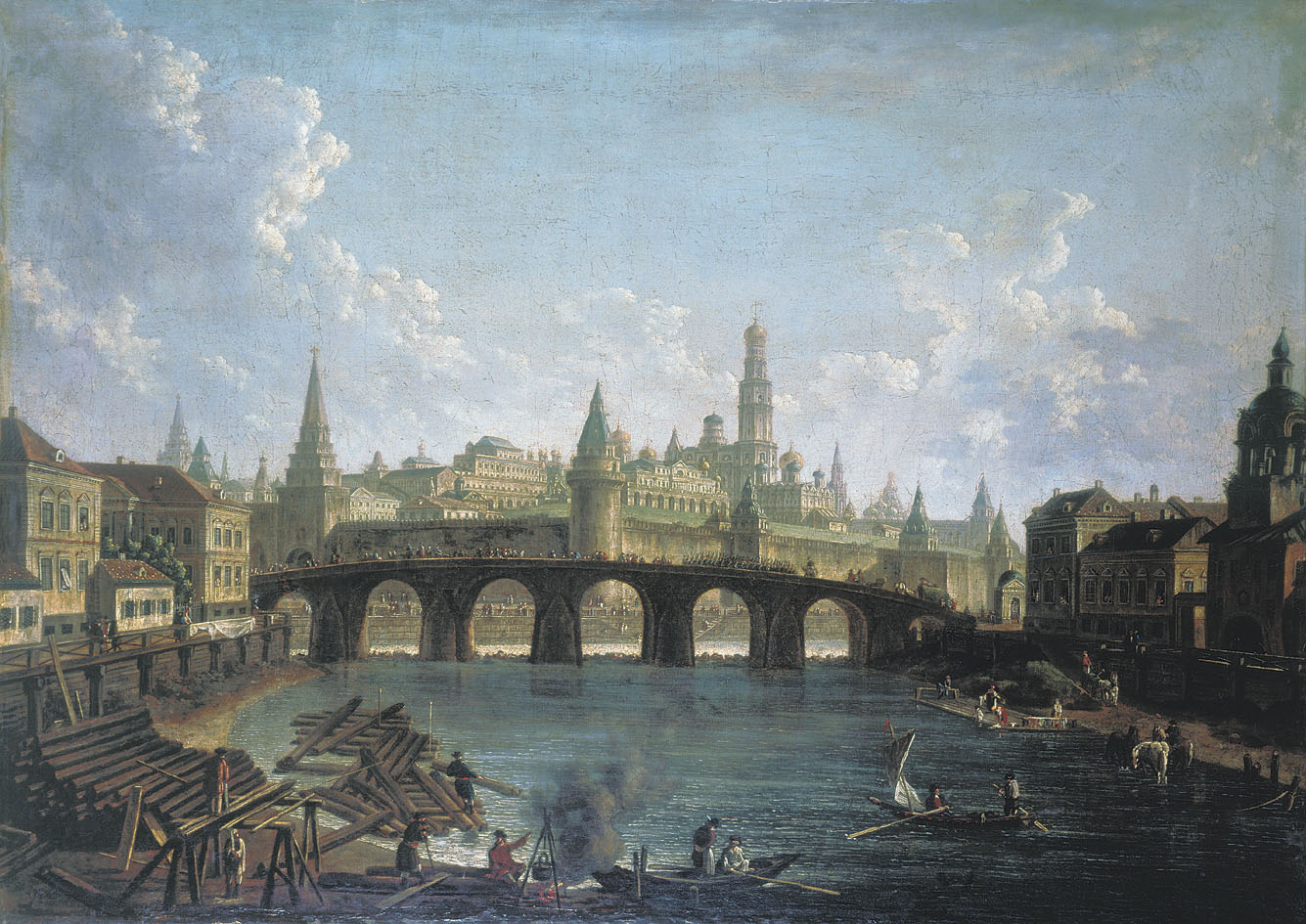
Вид на Московский Кремль со стороны Каменного моста. Картина около 1800 г.

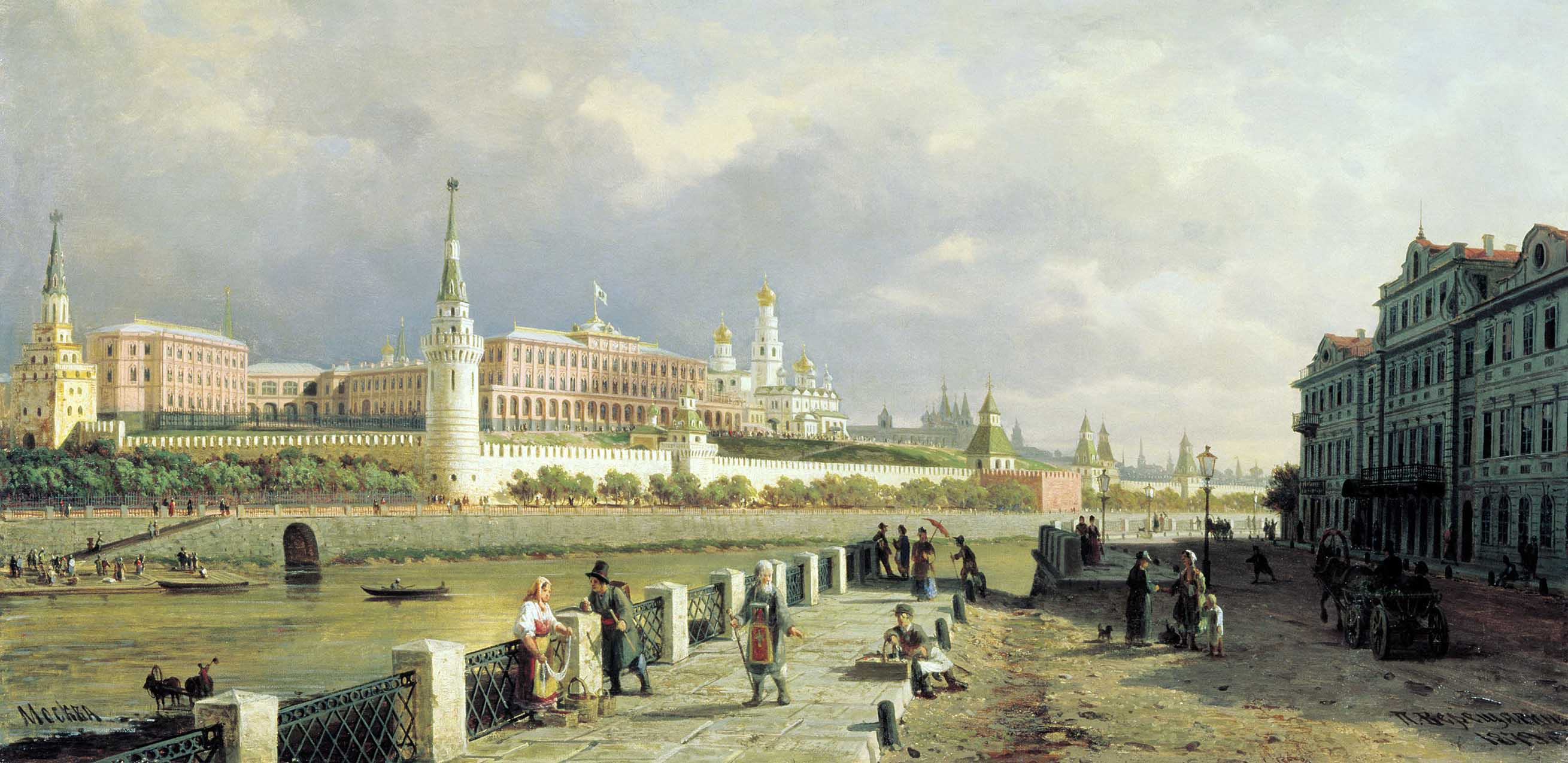
Водовзводная башня с Большого каменного моста. Картина 1879 г.

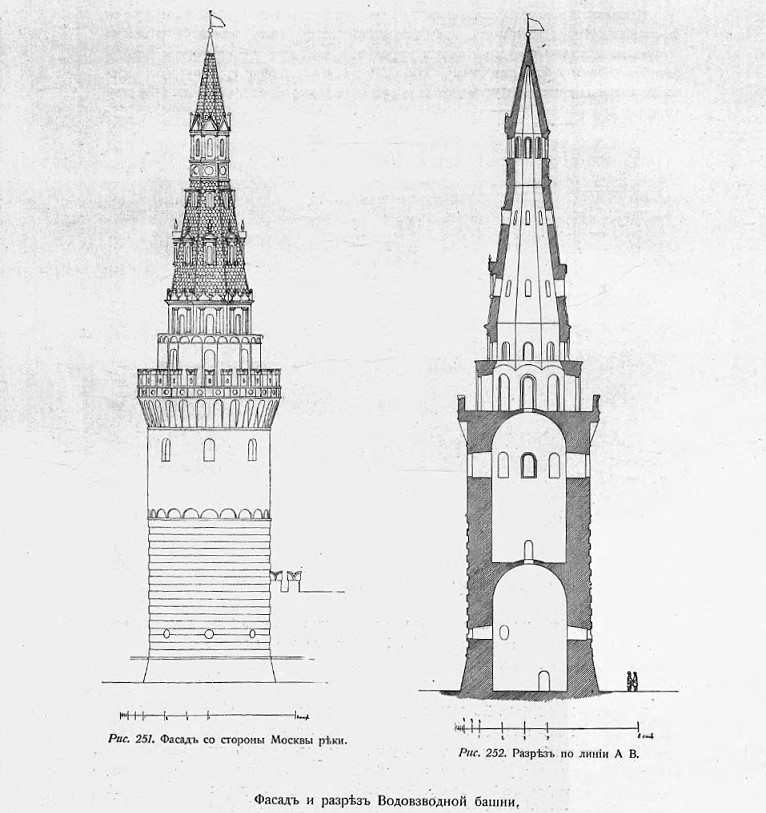
Фасад и разрез башни 1860-х гг.

С 1683 года ответственным за Кремлёвский водопровод был Галактион Никитин. В 1737 году во время Троицкого пожара башня сильно пострадала, нарушенную систему ремонтировать не стали. Только через четыре десятилетия, 13 августа 1773 года, архитектор Василий Баженов подал в Экспедицию Кремлёвского строения доклад о том, что «Кремлёвская Водовзводная башня грозит падением, ибо из замка оной выпало несколько кирпичей». Вероятно, после этого донесения было вынесено решение разобрать башню и потом перестроить заново. Однако 12 марта 1773 года Екатерина II лично подписала приказ «Водовозводную башню починить, а не ломать». Архитектор продолжал настаивать, что «башня к починке не способна, ибо рыть наружные ямы и под фундаментом весьма опасно». Баженова даже вызывали к полицмейстеру для разбирательства.
Ещё двадцать пять лет башня стояла без ремонта. К вопросу о её восстановлении вернулись только в 1792 году. 16 апреля была создана специальная комиссия, в которую вошли архитекторы Егор Бланкеннагель, Матвей Казаков, Антон Герард и коллежский асессор Карин. По результатам осмотра башни 27 апреля они предоставили московскому главнокомандующему Александру Прозоровскому доклад, который оспаривал выводы Баженова. Согласно ему трещины в стенах не увеличились и отремонтировать требовалось только нижнюю часть башни: «опасности никакой не предвидится, а только за нужное почитаем стену снизу поправить, которая от сырости будучи завалена землёю несколько повредилась, также заделать на алебастре трещины снизу на один аршин».
Несмотря на это, к работам приступили только в 1805 году, а башню всё-таки решили разобрать. Начальником назначили архитектора Ивана Еготова, который 18 апреля предоставил следующий рапорт:
```
Фундамент выкладенный из белого камня [оказался] в совершенной прочности без всяких трещин <...> почему полагаю постройку той башни произвесть на сём старом фундаменте с поправкой верхних рядов камня
[
6
]
.
```

Для большей прочности внутри фундамента возвели дополнительную стену шириной в полтора аршина, а оставшуюся в центре пустую часть залили бутом.
В 1807 году строительство было закончено. Всего пять лет спустя отступавшая из Москвы армия Наполеона Бонапарта взорвала башню. Восстанавливать её начали в 1817, руководство проектом поручили молодому архитектору Осипу Бове. По его чертежам башню заново отстроили за два года, при этом сделав некоторые изменения во внешнем оформлении. Стены были обработаны рустом, бойницы заменили на круглые и полуциркульные окна. Слуховые проёмы украсили тосканскими портиками с колонками и фронтонами.
В 1868 году башню (и другие части Кремлёвской стены) снова реставрировали, примерно в этом облике она дошла до наших дней. В 1912-м историк Пётр Бартенев приводил такое описание:
Водовзводная башня представляет собой цельное, вполне законченное произведение зодчества - её пропорции прекрасны, архитектурная обработка богата и вместе с тем умеренна. Но в ней нет той самобытности, как в Беклемишевской башне.

### После революции

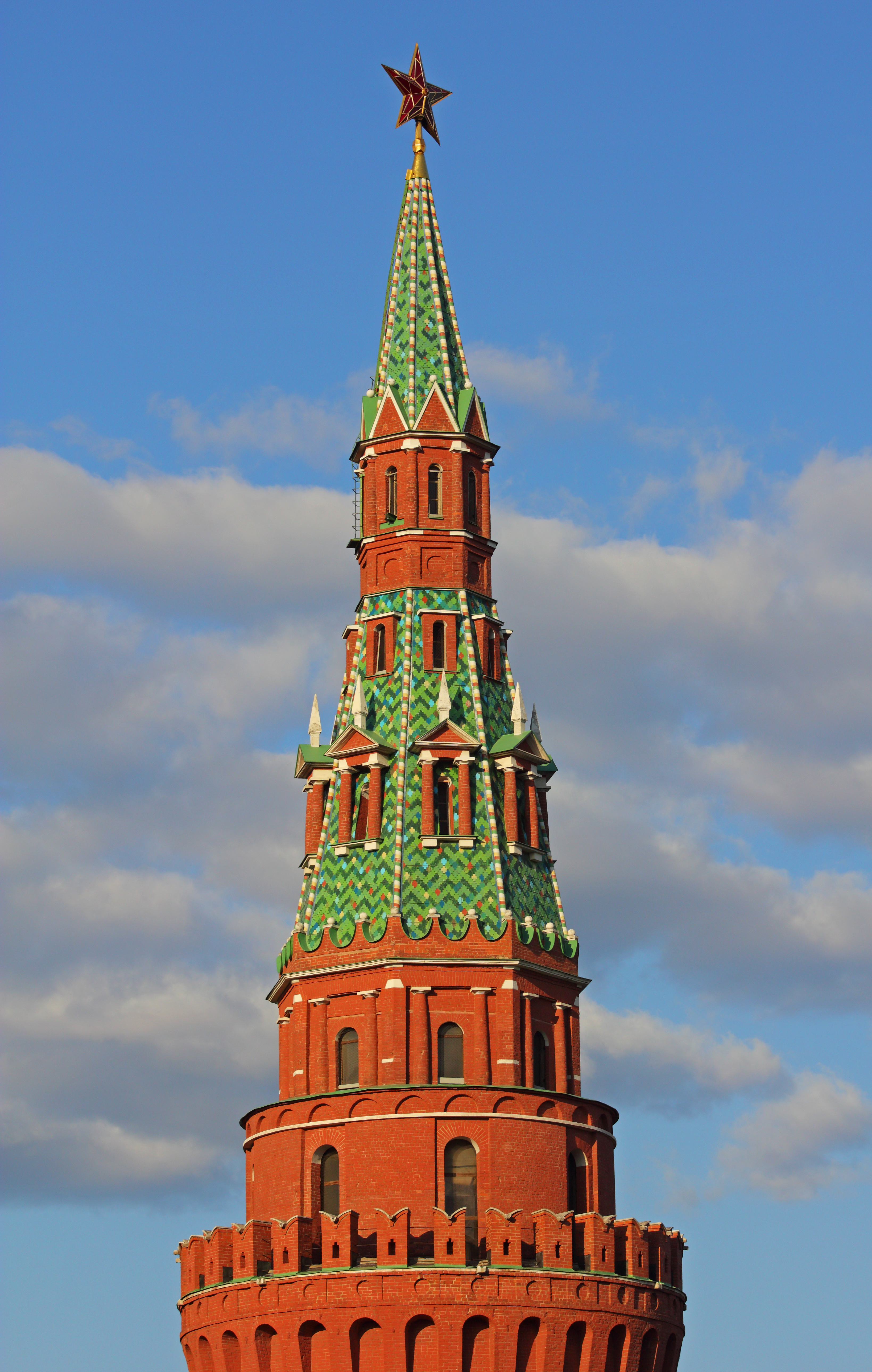
Декор шатровой вершины и рубиновая звезда, 2012

С середины XVII века и до революции вершины большинства Кремлёвских башен украшали скульптурные двуглавые орлы, а шпиль Водовзводной башни венчал позолоченный флажок-флюгер. После 1917 года новое правительство решило заменить символы императорской России на более подходящие советской идеологии красные звёзды. В 1937-м на Водовзводной башне была установлена звезда, самая маленькая из всех Кремлёвских. Размах её лучей — три метра, внутри находилась лампа накаливания в 3,7 кВт. В 2015 году началась замена ламп накаливания в звёздах Кремля на металлогалогеновые лампы меньшей мощности, при сохранении прежней яркости.
С 1973 по 1981 год в Кремле шла масштабная реставрация, руководили проектом архитекторы Алексей Васильевич Воробьёв и Алексей Иванович Хамцов. В ходе работ на Водовзводной башне отремонтировали элементы белокаменного декора, обветшавшие детали заменили точными копиями. Черепицу на шатровой крыше заменили медными листами идентичной формы. Снаружи кирпичную кладку башни очистили с помощью пара, затем покрыли силикатной краской и нанесли водоотталкивающую эмульсию.

### После распада СССР
С декабря 1990 года башня как часть всего Кремлёвского ансамбля вошла в список объектов всемирного культурного наследия ЮНЕСКО. Годом позже её изображение было выбрано для оформления внутренней стороны обложки паспорта гражданина Российской Федерации.
Кремлёвские звёзды проходят осмотр и техническое обслуживание раз в пять-семь лет. Основные повреждения случаются из-за погоды. Например, последний ремонт звезды на Водовзводной башне проводился после того, как от попадания молнии оплавилась часть рубинового стекла. По сообщению коменданта Московского Кремля Сергея Хлебникова, в период с 2017 по 2020 год планируется провести комплексную реставрацию всех стен и башен ансамбля.

## Галерея

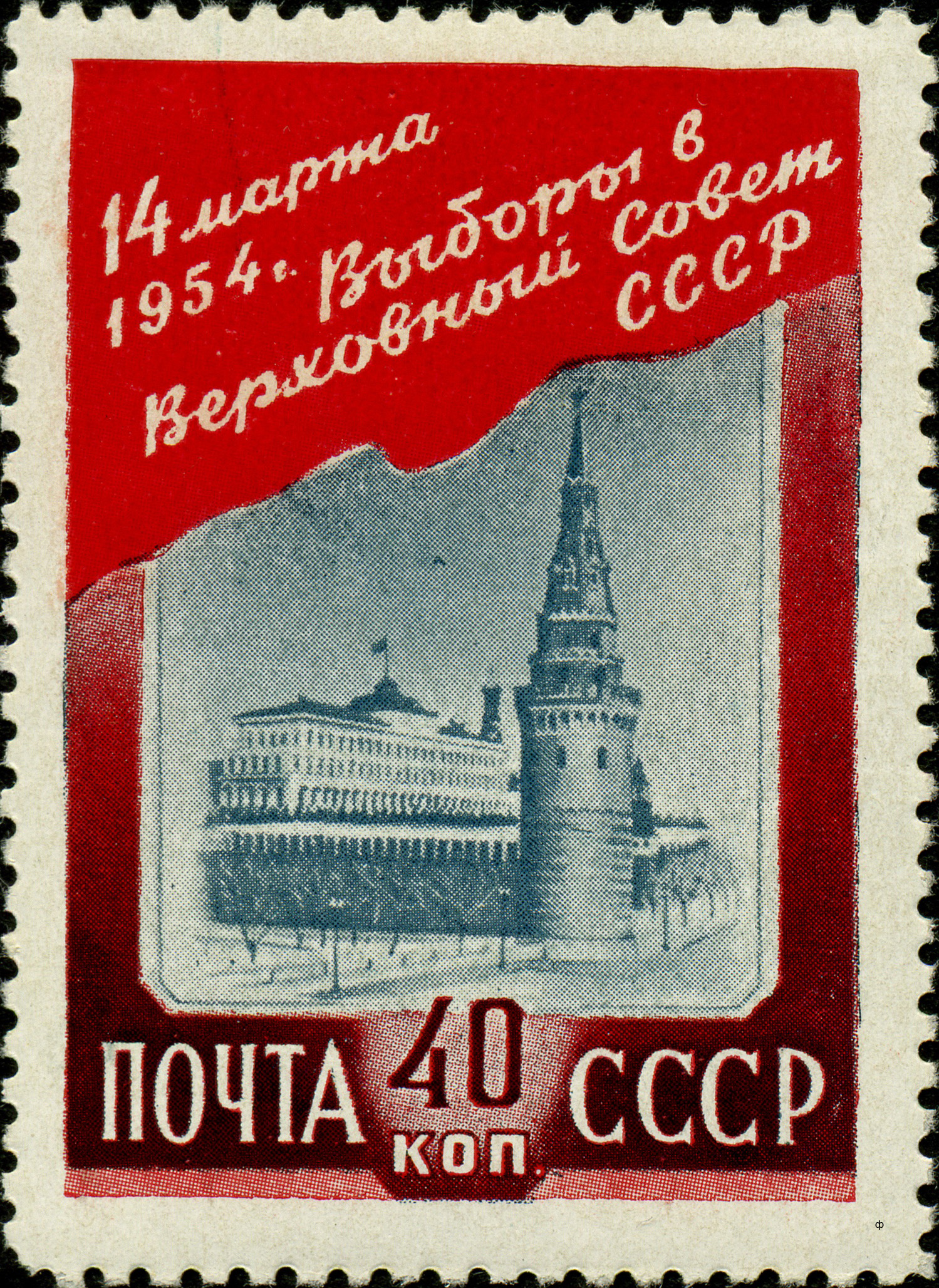
Марка СССР с изображением Водовзводной башни и Большого Кремлёвского дворца, 1954
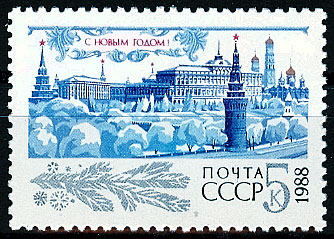
Почтовая марка СССР с Кремлём, 1988
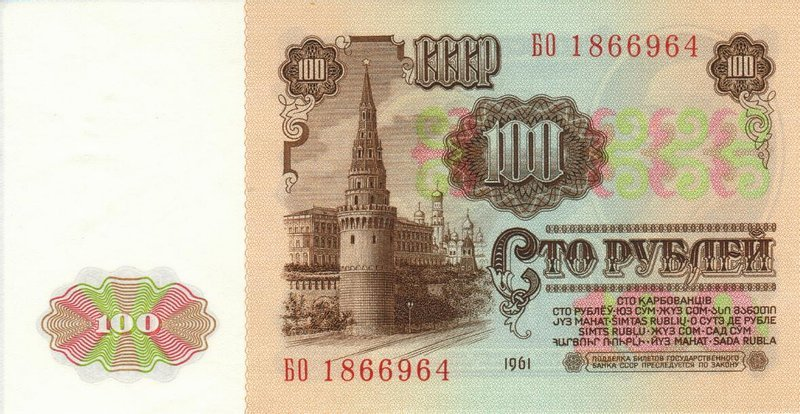
Водовзводная башня на советской купюре достоинством в 100 рублей образца 1961 г.
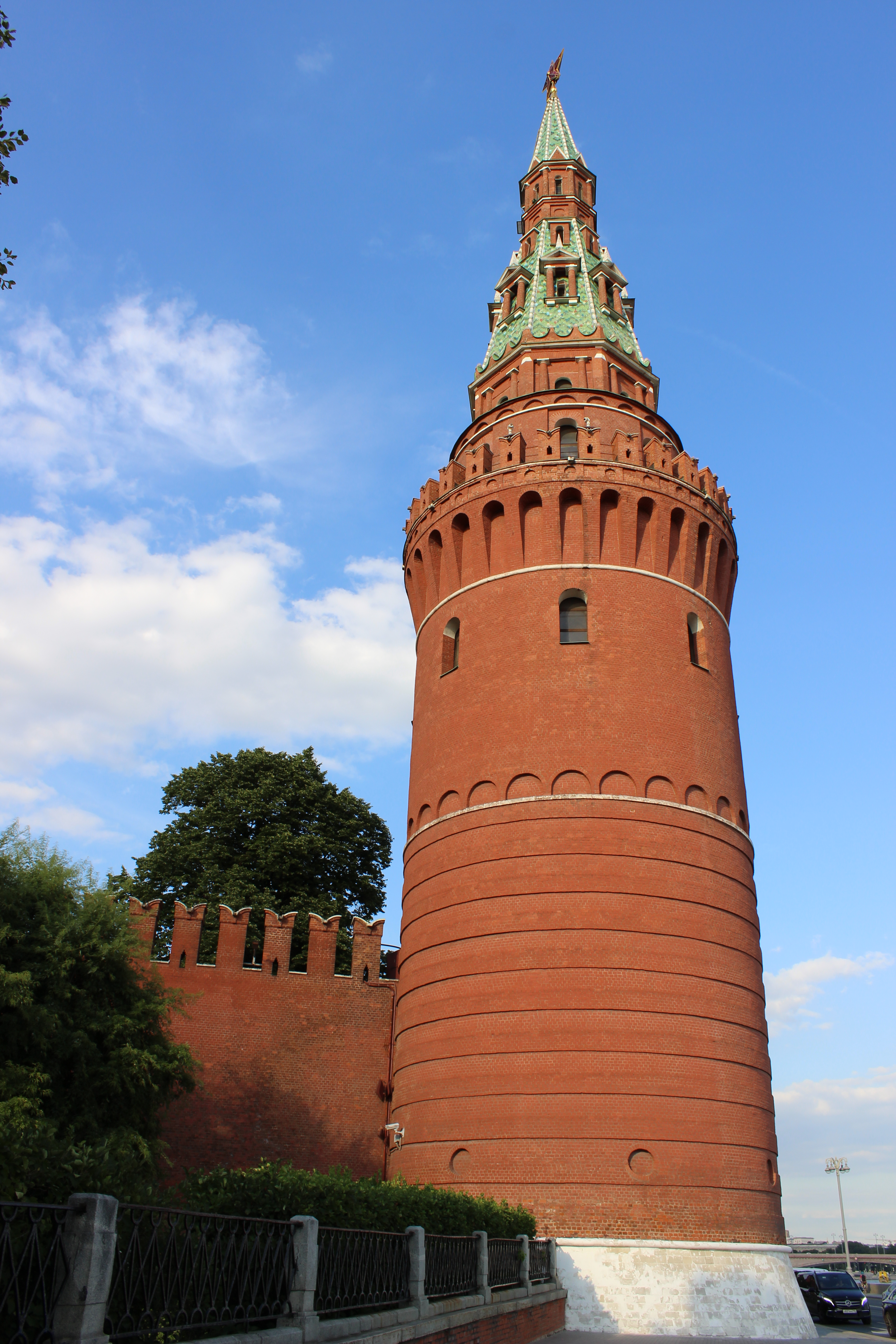
Водовзводная башня Кремля, 2022